# Eligio
Eligio  è un nome proprio di persona italiano maschile.

## Varianti
- Maschili
  - Ipocoristici: Ligio
- Femminili: Eligia[3]
  - Ipocoristici: Ligia[3]

### Varianti in altre lingue
- Asturiano: Loy[4]
- Basco: Eloi[4]
- Catalano: Eloi[4]
- Croato: Eligije
- Francese: Eloi[2], Éloi
- Inglese: Eligius
- Latino: Eligius[1][2][3][5]
- Lituano: Eligijus
- Polacco: Eligiusz[2]
- Portoghese: Elígio
- Russo: Элигий (Ėligij)
- Spagnolo: Eligio[2], Eloy[2][4][5]
- Ungherese: Elígiusz
- Valenzano: Eloi, Elogi

## Origine e diffusione
Deriva dal nome latino medievale Eligius, basato su eligere o eligo, "eleggere", "scegliere"; il significato è quindi "scelto", "eletto". La diffusione del nome è sostanzialmente dovuta al culto del santo che l'ha portato.
Va notato che la forma tronca femminile Ligia è pressoché omografa con Lígia, la forma portoghese del nome Ligea.

## Onomastico
L'onomastico ricorre il 1º dicembre in memoria di sant'Eligio, vescovo di Noyon e protettore, fra gli altri, degli orafi e dei lavoratori del ferro; con questo nome si ricorda anche un beato, Éloy Herque du Roule, sacerdote gesuita, vittima dei massacri di settembre.

## Persone

Eligio Porcu

- Eligio Ayala, politico e funzionario paraguaiano
- Eligio De Rossi, cestista italiano
- Eligio di Noyon, orafo, vescovo e santo franco
- Eligio Echagüe, calciatore paraguaiano
- Eligio Insfrán, calciatore paraguaiano
- Eligio Martínez, calciatore paraguaiano naturalizzato boliviano
- Eligio Nicolini, calciatore italiano
- Eligio Peretti, calciatore italiano
- Eligio Perucca, fisico italiano
- Eligio Pometta, giornalista e politico svizzero
- Eligio Porcu, militare italiano
- Eligio Resta, giurista italiano
- Eligio Vecchi, calciatore italiano

### Variante Eloy
- Eloy Alfaro, politico ecuadoriano
- Eloy Campos, calciatore peruviano
- Eloy Colombano, calciatore argentino
- Eloy d'Amerval, scrittore francese
- Eloy de la Iglesia, regista e sceneggiatore spagnolo
- Eloy Fritsch, tastierista e compositore italiano
- Eloy Moreno, scrittore spagnolo
- Eloy Olaya, calciatore spagnolo
- Eloy Room, calciatore olandese

### Altre varianti
- Éloi Meulenberg, ciclista su strada belga
- Ligio Zanini, poeta e scrittore italiano